# Рагозин, Дмитрий Георгиевич
Дми́трий Гео́ргиевич Раго́зин (род. 1 февраля 1962, Москва, СССР) — русский писатель и переводчик с японского.

## Жизнь и творчество
Родился в Москве. В 1984 году окончил Институт стран Азии и Африки при МГУ. С 1987 года работает в Институте научной информации по общественным наукам Российской академии наук (ИНИОН РАН).
Дмитрий Рагозин переводил многих средневековых и современных японских поэтов и писателей, в том числе Соги, Осаму Дадзай, Масахико Симада, Кэйго Хигасино, Кодзиро Сэридзава.
Как прозаик Рагозин дебютировал в журнале «Новая юность», где была опубликована повесть «Половина»(1996, № 17). Известность автору принесла публикация повести-притчи «Поле боя»
(«Знамя», 2000, № 9), высоко оцененной критиками. Андрей Немзер так охарактеризовал в своей рецензии особенности прозы Рагозина: «Толстовский отстраненный взгляд преломлен набоковской оптикой. Фантасмагория завораживает достоверностью деталей, безумие (то ли окружающего мира, то ли надломленного рассказчика) дано без лишней аффектированности и экзальтации. Пацифистский пафос вполне отчетлив, но не соскальзывает в морализаторство. Сюжетные неясности удачно работают на создание общей притягательно загадочной атмосферы». За «Поле боя» писатель был награждён премией журнала за лучший дебют года.
Дмитрий Рагозин публикует романы и повести в журнале «Знамя» и в издательстве НЛО.
Критики отмечают интеллектуальную насыщенность произведений Рагозина, проза которого «питается мировой культурой». Михаил Шишкин в предисловии к сборнику «Дочь гипнотизера» (НЛО, 2007) так отзывается о творчестве Дмитрия Рагозина: «Эта проза — загадка. Все блестяще, хлестко, ловко, каждая фраза отполирована, каждая словесная стрелочка отутюжена. Каждое предложение — выстрел. Проза-стрельба, огонь очередями. Игра виртуозна. Но правила её не даются, ускользают. Как только читатель понимает, что он читает, — попадает впросак. Проза эта насквозь пародийна, но сквозь страницы прорастает что-то новое, ни на что не похожее. Действие происходит в стране, где мучаются собой люди с узнаваемыми доморощенными фамилиями, но границы этой страны надмирны. Мир Рагозина полон осязаемых деталей, битком набит запахами, реален до рези в глазах, но неузнаваем. Полный набор известных мировых сюжетов в наличии, но они прокручиваются на месте, как гайки с сорванной резьбой. Традиционные литценности рассыпаются, превращаются в труху… Это очень озорная проза. Но и озорство здесь особое, сокровенное. И эти тексты выдают главное — автор обладает абсолютным литературным слухом. И ещё он играет с читателем на равных, без поддавков, уважая его читательское достоинство».
Писатель живёт в Москве.

## Награды и премии
- Премия журнала «Знамя» за лучший литературный дебют (повесть «Поле боя»)(2000)